# Naquetia
Naquetia là một chi ốc biển cỡ trung bình, là động vật thân mềm chân bụng sống ở biển thuộc họ Muricidae, họ ốc gai.

## Các loài
Các loài thuộc chi Naquetia bao gồm:
- Naquetia barclayi (Reeve, 1858)
- Naquetia cumingii (A. Adams, 1853)
- Naquetia fosteri D'Attilio & Hertz, 1987
- Naquetia triqueter (Born, 1778)
- Naquetia vokesae Houart, 1986

Các loài được đưa vào đồng nghĩa
- Naquetia annandalei: đồng nghĩa của Naquetia barclayi (Reeve, 1858)